# Уайт, Окаро
Окаро Уайт (англ. Okaro White; род. 13 августа 1992, Бруклин, Нью-Йорк, США) — американский профессиональный баскетболист, играющий на позиции тяжёлого форварда.

## Карьера
Не став выбранным на драфте НБА 2014 года, Уайт присоединился к «Мемфис Гриззлис» в Летней лиге НБА. В 5 матчах его статистика составила 8,2 очка и 2,6 подбора в среднем за игру.
В июле 2014 года Уайт подписал контракт с «Виртусом» (Болонья). В 33 матчах чемпионата Италии Окаро набирал в среднем 12,1 очка, 6,8 подбора, 1,1 передачи и 1,0 блок-шота за игру.
Летом 2015 года Уайт выступал в Летней лиге НБА в Орландо за «Мемфис Гриззлис» и в Лас-Вегасе за «Даллас Маверикс».
В августе 2015 года Уайт стал игроком «Ариса».
В июне 2016 года Уайт принял участие в Летней лиге НБА в составе «Майами Хит». В июле Окаро подписал контракт с «Хит», но в октябре клуб расторг с ним контракт после шести предсезонных игр. Свою карьеру Уайт продолжил в «Су-Фолс Скайфорс». В 23 матчах за фарм-клуб «Хит» в D-Лиге Окаро набирал в среднем 18,4 очка, 8,7 подбора, 1,7 передачи и 1,09 перехвата.
17 января 2017 года Уайт вернулся в «Майами Хит», подписав 10-дневный контракт. За 4 матча, Окаро набирал в среднем 3,8 очка, 3,0 подбора и 1,0 блок-шота. 27 января Уайт подписал второй 10-дневный контракт с «Хит», а 6 февраля подписал контракт до конца сезона 2016/2017.
В ноябре 2017 года, во время тренировки команды, Уайт получил перелом пятой плюсневой кости левой ступни.
В феврале 2018 года «Майами Хит» обменяли Уайта в «Атланту Хокс», получив взамен Люка Бэббитт. На следующий день «Хокс» расторгли контракт с Уайтом.
В марте 2018 года Уайт подписал 10-дневный контракт с «Кливленд Кавальерс», а в апреле контракт до конца сезона, но не провёл за команду ни одного матча.
В ноябре 2018 года Уайт подписал контракт с «Вашингтон Уизардс», но в декабре был отчислен из команды.
В августе 2020 года Уайт перешёл в УНИКС. В составе команды Окаро стал серебряным призёром Еврокубка. В Единой лиге ВТБ так же стал серебряным призёром и был включён в символическую пятёрку по итогам серий 1/4 финала плей-офф.
В июле 2021 года Уайт стал игроком «Панатинаикоса».
В январе 2023 года Уайт подписал контракт с «Локомотивом-Кубань» с которым стал серебряным призёром Единой лиги ВТБ и серебряным призёром чемпионата России. В 21 матче Окаро набирал в среднем 8,8 очка, 4,8 подбора и 1,2 передачи.
В июне 2023 года Уайт продлил контракт с «Локомотивом-Кубань».
В январе 2025 года Зенит заключили контракт с Окаро Уайтом. Соглашение с 32-летним тяжелым форвардом рассчитано до конца сезона-2024/2025.

## Достижения
- Серебряный призёр Еврокубка: 2020/2021
- Серебряный призёр Единой лиги ВТБ (3): 2020/2021, 2022/2023, 2024/2025
- Серебряный призёр Суперкубка Единой лиги ВТБ: 2023
- Серебряный призёр чемпионата России (3): 2020/2021, 2022/2023, 2024/2025
- Обладатель Суперкубка Греции: 2021

## Статистика

### Статистика в НБА
| Сезон   | Команда   | Регулярный сезон | Регулярный сезон          | Регулярный сезон         | Регулярный сезон         | Регулярный сезон                      | Регулярный сезон                   | Регулярный сезон            | Регулярный сезон           | Регулярный сезон              | Регулярный сезон              | Регулярный сезон         | Серия плей-офф  | Серия плей-офф            | Серия плей-офф           | Серия плей-офф           | Серия плей-офф                        | Серия плей-офф                     | Серия плей-офф              | Серия плей-офф             | Серия плей-офф                | Серия плей-офф                | Серия плей-офф           |
| Сезон   | Команда   | Сыгранные матчи  | Матчи в стартовой пятёрке | Количество минут за игру | Процент попаданий с игры | Процент попадания трёхочковых бросков | Процент попадания штрафных бросков | Количество подборов за игру | Количество передач за игру | Количество перехватов за игру | Количество блок-шотов за игру | Количество очков за игру | Сыгранные матчи | Матчи в стартовой пятёрке | Количество минут за игру | Процент попаданий с игры | Процент попадания трёхочковых бросков | Процент попадания штрафных бросков | Количество подборов за игру | Количество передач за игру | Количество перехватов за игру | Количество блок-шотов за игру | Количество очков за игру |
| ------- | --------- | ---------------- | ------------------------- | ------------------------ | ------------------------ | ------------------------------------- | ---------------------------------- | --------------------------- | -------------------------- | ----------------------------- | ----------------------------- | ------------------------ | --------------- | ------------------------- | ------------------------ | ------------------------ | ------------------------------------- | ---------------------------------- | --------------------------- | -------------------------- | ----------------------------- | ----------------------------- | ------------------------ |
| 2016/17 | Майами    | 35               | 0                         | 13,5                     | 37,9                     | 35,3                                  | 90,9                               | 2,3                         | 0,6                        | 0,3                           | 0,3                           | 2,8                      | Не участвовал   | Не участвовал             | Не участвовал            | Не участвовал            | Не участвовал                         | Не участвовал                      | Не участвовал               | Не участвовал              | Не участвовал                 | Не участвовал                 | Не участвовал            |
| 2017/18 | Майами    | 6                | 4                         | 13,3                     | 43,8                     | 36,4                                  | 66,7                               | 1,8                         | 0,3                        | 0,2                           | 0,2                           | 3,3                      | Не участвовал   | Не участвовал             | Не участвовал            | Не участвовал            | Не участвовал                         | Не участвовал                      | Не участвовал               | Не участвовал              | Не участвовал                 | Не участвовал                 | Не участвовал            |
| 2018/19 | Вашингтон | 3                | 0                         | 2,1                      | 0,0                      | 0,0                                   | 0,0                                | 0,7                         | 0,0                        | 0,0                           | 0,0                           | 0,0                      | Не участвовал   | Не участвовал             | Не участвовал            | Не участвовал            | Не участвовал                         | Не участвовал                      | Не участвовал               | Не участвовал              | Не участвовал                 | Не участвовал                 | Не участвовал            |
|         | Всего     | 44               | 4                         | 12,7                     | 38,1                     | 34,0                                  | 88,0                               | 2,2                         | 0,5                        | 0,3                           | 0,3                           | 2,7                      | Не участвовал   | Не участвовал             | Не участвовал            | Не участвовал            | Не участвовал                         | Не участвовал                      | Не участвовал               | Не участвовал              | Не участвовал                 | Не участвовал                 | Не участвовал            |

### Статистика в Джи-Лиге
| Сезон   | Команда              | Регулярный сезон | Регулярный сезон          | Регулярный сезон         | Регулярный сезон         | Регулярный сезон                      | Регулярный сезон                   | Регулярный сезон            | Регулярный сезон           | Регулярный сезон              | Регулярный сезон              | Регулярный сезон         | Серия плей-офф  | Серия плей-офф            | Серия плей-офф           | Серия плей-офф           | Серия плей-офф                        | Серия плей-офф                     | Серия плей-офф              | Серия плей-офф             | Серия плей-офф                | Серия плей-офф                | Серия плей-офф           |
| Сезон   | Команда              | Сыгранные матчи  | Матчи в стартовой пятёрке | Количество минут за игру | Процент попаданий с игры | Процент попадания трёхочковых бросков | Процент попадания штрафных бросков | Количество подборов за игру | Количество передач за игру | Количество перехватов за игру | Количество блок-шотов за игру | Количество очков за игру | Сыгранные матчи | Матчи в стартовой пятёрке | Количество минут за игру | Процент попаданий с игры | Процент попадания трёхочковых бросков | Процент попадания штрафных бросков | Количество подборов за игру | Количество передач за игру | Количество перехватов за игру | Количество блок-шотов за игру | Количество очков за игру |
| ------- | -------------------- | ---------------- | ------------------------- | ------------------------ | ------------------------ | ------------------------------------- | ---------------------------------- | --------------------------- | -------------------------- | ----------------------------- | ----------------------------- | ------------------------ | --------------- | ------------------------- | ------------------------ | ------------------------ | ------------------------------------- | ---------------------------------- | --------------------------- | -------------------------- | ----------------------------- | ----------------------------- | ------------------------ |
| 2016/17 | Су-Фолс Скайфорс     | 23               | 23                        | 33,0                     | 43,9                     | 30,2                                  | 86,0                               | 8,7                         | 1,7                        | 1,1                           | 0,6                           | 18,4                     | Не участвовал   | Не участвовал             | Не участвовал            | Не участвовал            | Не участвовал                         | Не участвовал                      | Не участвовал               | Не участвовал              | Не участвовал                 | Не участвовал                 | Не участвовал            |
| 2018/19 | Кэпитал-Сити Гоу-Гоу | 7                | 5                         | 29,6                     | 39,8                     | 27,6                                  | 86,4                               | 8,1                         | 1,6                        | 1,7                           | 0,7                           | 13,3                     | Не участвовал   | Не участвовал             | Не участвовал            | Не участвовал            | Не участвовал                         | Не участвовал                      | Не участвовал               | Не участвовал              | Не участвовал                 | Не участвовал                 | Не участвовал            |
| 2018/19 | Лонг-Айленд Нетс     | 14               | 12                        | 28,3                     | 43,6                     | 33,9                                  | 84,4                               | 7,9                         | 1,5                        | 0,1                           | 0,6                           | 13,9                     | Не участвовал   | Не участвовал             | Не участвовал            | Не участвовал            | Не участвовал                         | Не участвовал                      | Не участвовал               | Не участвовал              | Не участвовал                 | Не участвовал                 | Не участвовал            |
|         | Всего                | 44               | 40                        | 31,0                     | 43,2                     | 30,8                                  | 85,6                               | 8,4                         | 1,6                        | 0,9                           | 0,6                           | 16,2                     | Не участвовал   | Не участвовал             | Не участвовал            | Не участвовал            | Не участвовал                         | Не участвовал                      | Не участвовал               | Не участвовал              | Не участвовал                 | Не участвовал                 | Не участвовал            |

### Статистика в колледже
| Сезон                                                                                   | Команда       | GP  | GS | MPG  | FG%  | 3P%  | FT%  | RPG | APG | SPG | BPG | PPG  |  |
| --------------------------------------------------------------------------------------- | ------------- | --- | -- | ---- | ---- | ---- | ---- | --- | --- | --- | --- | ---- |  |
| 2010/11                                                                                 | Флорида Стэйт | 34  | 13 | 16,5 | 44,4 | 26,5 | 82,8 | 3,1 | 0,5 | 0,7 | 0,4 | 6,6  |  |
| 2011/12                                                                                 | Флорида Стэйт | 35  | 12 | 22,6 | 47,6 | 33,3 | 75,2 | 4,4 | 0,5 | 0,6 | 0,4 | 7,7  |  |
| 2012/13                                                                                 | Флорида Стэйт | 34  | 34 | 28,9 | 51,1 | 31,3 | 81,5 | 5,9 | 0,8 | 1,0 | 1,1 | 12,4 |  |
| 2013/14                                                                                 | Флорида Стэйт | 36  | 35 | 30,1 | 51,4 | 37,5 | 79,8 | 6,8 | 0,9 | 0,8 | 1,1 | 13,6 |  |
|                                                                                         | Всего         | 139 | 94 | 24,6 | 49,4 | 32,7 | 79,9 | 5,1 | 0,7 | 0,7 | 0,8 | 10,1 |  |
| Наведите курсор мыши на аббревиатуры в заголовке таблицы, чтобы прочесть их расшифровку |               |     |    |      |      |      |      |     |     |     |     |      |  |

### Статистика в других лигах
| Сезон                                                                                   | Команда          | Лига             | GP | GS | MPG  | FG%  | 3P%  | FT%  | RPG | APG | SPG | BPG | PPG  |  |
| 2014/15                                                                                 | Виртус (Болонья) | Чемпионат Италии | 33 | 32 | 26,9 | 43,8 | 38,8 | 81,5 | 6,8 | 1,1 | 0,7 | 1,0 | 12,1 |  |
| 2015/16                                                                                 | Все клубы        | Все лиги         | 51 | 46 | 26,3 | 46,5 | 33,7 | 79,1 | 7,0 | 1,4 | 1,3 | 0,6 | 13,0 |  |
| 2015/16                                                                                 | Арис             | Чемпионат Греции | 35 | 32 | 26,8 | 49,1 | 36,2 | 78,1 | 7,3 | 1,6 | 1,6 | 0,6 | 13,9 |  |
| 2015/16                                                                                 | Арис             | Еврокбок         | 16 | 14 | 25,2 | 41,1 | 28,1 | 82,9 | 6,4 | 0,8 | 0,8 | 0,6 | 11,0 |  |
|                                                                                         |                  | Всего            | 84 | 78 | 26,5 | 45,6 | 34,9 | 80,2 | 6,9 | 1,3 | 1,1 | 0,8 | 12,6 |  |
| Наведите курсор мыши на аббревиатуры в заголовке таблицы, чтобы прочесть их расшифровку |                  |                  |    |    |      |      |      |      |     |     |     |     |      |  |